# Universidad Rey Juan Carlos (metrostation)
Universidad Rey Juan Carlos is een metrostation in Móstoles. Het station werd geopend op 11 april 2003 en wordt bediend door lijn 12 van de metro van Madrid.